# Moravské divadlo Olomouc
Moravské divadlo Olomouc je stálou českou divadelní scénou již od roku 1920. Od 1. 1. 2025 je součástí sloučené organizace Moravské divadlo a Moravská filharmonie, p.o. Současným ředitelem je David Gerneš. Budova divadla z let 1828–1830 v empírovém stylu s klasicistní fasádou nalézající se na Horním náměstí v Olomouci byla postavena na místě původní měšťanské zástavby. Od roku 1958 je na seznamu nemovitých kulturních památek ČR.

## Historie
První zmínka o divadle v Olomouci pochází z roku 1479, kdy se díky mírovému ujednání Vladislava Jagellonského a Matyáše Korvína konaly divadelní slavnosti. V souvislosti se založením univerzity zde v roce 1573 vzniklo školské divadlo. Převažovaly biblické a jezuitské náměty her, inscenovány byly v prostorách konviktu, v klášteře Hradisko nebo u kostela Panny Marie na dnešním náměstí Republiky. Hereckou činnost vykonávali zejména profesionálové. Odlišné žánry divadla nabízely hostující německé a italské společnosti, jejichž repertoár obsahoval pantomimu, dětský balet, operní a loutkové divadlo. Svá představení hrály v domě v Purkrabské ulici, kde účinkovaly do roku 1742. Mezi lety 1744-1768 se divadlo hrálo v Hauenschildově paláci na rohu Dolního náměstí a Lafayettovy ulice, v jehož dvoře byl zpřístupněn sál. Kvůli následné havárii byl tento prostor uzavřen.
Koncem čtyřicátých let 18. století zaujímala dominantní místo v repertoáru pololidová a lidová dramatická tvorba, konkrétně hanácké opery, z nichž první nesla název Pargamotéka. Současně se začalo hrát i v dalších sálech v Olomouci, totiž v novém městském divadle Königliches städtisches Nationaltheater, vybudovaném v sousedství Hauenschildova paláce, kde se v prvním patře nacházely masné krámy. Dále na Dolním náměstí v dřevěné boudě nebo v jízdárně Stavovské akademie.

## Budova
| Ředitelé Moravského divadla od roku 1920 |
| ---------------------------------------- |
| Jaroslav Stuka-Wilkonski (1920–1921)     |
| Antonín Drašar (1921–1931)               |
| Stanislav Langer (1931–1943)             |
| Julius Lébl (1943–1954)                  |
| Stanislav Křupka (1954–1957)             |
| Svetozar Vítek (1957–1976)               |
| Josef Srovnal (1976–1985)                |
| Miroslav Klimeš (1985–1989)              |
| Josef Josefík (1989–1996)                |
| Václav Kožušník (1996–2002)              |
| Daniel Wiesner (2002–2003)               |
| Václav Kožušník (2003–2009)              |
| Josef Podstata (2009–2013)               |
| Pavel Hekela (2013–2018)                 |
| David Gerneš (od 2018)                   |

Budova Moravského divadla, navržená vídeňským dvorním architektem Josefem Kornhäuselem, byla otevřena 3. října 1830 na Horním náměstí. Divadlo se ve městě s německou národnostní většinou stalo čistě německou institucí. Na fasádě budovy byly po roce 1884 umístěny podobizny velikánů německé kultury – Schillera, Goetheho, Mozarta a Wagnera. Český repertoár se v divadle vyskytoval jen zřídka. První doklady o česky hraném divadle pochází z roku 1838, kdy byla uvedena hra Čech a Němec Jana Nepomuka Štěpánka. V roce 1843 uvedlo divadlo Divotvorný hrnec Václava Klimenta Klicpery. Inscenace v českém jazyce byly hrány až od roku 1848, kdy byly do repertoáru zařazeny hry Václava Klimenta Klicpery, Josefa Kajetána Tyla a Simeona Karla Macháčka. V roce 1884 radnice česká představení zakázala. Divadlo bylo jako české otevřeno 1. září 1920 operou Libuše.
Přestavba budovy Moravského divadla 1924–1929
V letech 1924–1929 byla provedena rozsáhlá přístavba zadního traktu, v níž je umístěno provozní zázemí. Zásadní se stala přestavba hlavního objektu v letech 1940–1941 podle návrhu Karla Fischera, při níž proběhla i úprava průčelí, která z něj odstranila veškerou figurální i dekorativní výzdobu z přelomu 19. a 20. století. Jednoduchá klasicistní fasáda je zakončena trojúhelníkovým štítem s plastikou sochaře Vojtěcha Hořínka znázorňující symboly divadla. Po stranách jsou nad okny umístěny terakotové vlysy. Nad vstupem byla původně od roku 1941 umístěna kamenná moravská orlice. Ta byla při obnově průčelí v 90. letech 20. století odstraněna a umístěna do lapidária Vlastivědného muzea Olomouc.
Divadlo s kapacitou cca 400 diváků patří k nejstarším divadelním budovám v České republice. V roce 1831 byl v budově divadla otevřen i společenský sál Reduta, dnes koncertní síň Moravské filharmonie, v níž se příležitostně hrávalo a hraje divadlo.

## Soubory Moravského divadla
Moravské divadlo Olomouc je divadlo se třemi uměleckými soubory. Roman Vencl je od sezony 2017/2018 uměleckým šéfem činohry, soubor opery operety je od sezony 2022/2023 pod vedením šéfky Veroniky Kos Loulové a baletní soubor vede od začátku roku 2022 Jan Fousek. S dějinami olomouckého divadla je spojeno mnoho významných jmen. Patří k nim například Gustav Mahler, Eduard Haken, Beno Blachut, Iša Krejčí, Oldřich Stibor, Josef Bek či František Řehák. Ze známých hereček zde působily např. Nataša Gollová, Slávka Budínová, Marie Vášová, Zora Rozsypalová.

### Činohra
| Umělečtí šéfové činohry                 |
| --------------------------------------- |
| Drahoš Želenský (1920–1921)             |
| Miloš Nový (1921)                       |
| Miloš Želenský (1921–1922)              |
| Jiří Steimar (1922–1923)                |
| Karel Černý (1923–1926)                 |
| František Salzer (1926–1930)            |
| Oldřich Stibor (1931–1940)              |
| Vladimír Kolátor (1940–1943)            |
| Julius Lébl (1943–1947)                 |
| Rudolf Kulhánek (1947–1950)             |
| Jaromír Pleskot (1951–1953)             |
| Karel Jernek (1953–1955)                |
| bez stálého uměleckého šéfa (1955–1956) |
| Karel Novák (1956–1960)                 |
| Jiří Svoboda (1960–1971)                |
| Jiří Fréhar (1972–1976)                 |
| Karel Nováček (1977)                    |
| Jan Novák (1977–1980)                   |
| Karel Nováček (1980–1983)               |
| Jiřina Barášová (1983–1989)             |
| Vladimír Puhač (1989–1990)              |
| Bedřich Jansa (1990–1993)               |
| Ivan Balaďa (1993–1995)                 |
| Karel Nováček (1995–1998)               |
| Peter Gábor (1998–2004)                 |
| Václav Klemens (2004–2007)              |
| Roman Groszmann (2007–2010)             |
| Michael Tarant (2010–2016)              |
| Roman Vencl (2016–dodnes)               |

Drahoš Želenský, Miloš Nový, Jiří Steimar
První činoherní inscenací byla Salomena českého dramatika a básníka Bohumila Adámka. Režíroval ji Drahoš Želenský, který byl hercem a také prvním uměleckým šéfem činohry. V prvních letech se na repertoáru objevovaly především hry české a světové klasiky, ale také hry pro děti a mládež. Na dramaturgii se podílel Bohuš Vybíral, který se díky svým překladům jihoslovanských her zasloužil o jejich uvedení na scéně divadla. Inscenace režírovali například Karel Kalista, Jára Sedláček, Jiří Myron, Gustav Schmoranze, Karel Šmíd a Jaroslav Kvapil. Mezi herci se objevovali tehdejší režiséři a dále pak Jarmila Svobodová, František Kuranda, Jarmila Kurandová, Josef Toman, Josef Benátský, Milada Frýdová a Otomar Korbelář. V této době si ještě divadlo neformovalo svou osobitou dramaturgii, jelikož na repertoáru byly pouze tradiční kusy.
Karel Černý
V sezóně 1923/1924 do divadla nastoupil herec a režisér Karel Černý, který hrál především role psychologicky vypjatých postav až patologicky nalomených rozervanců. Jako režisér směřoval od psychologického realismu k expresionismu. Využíval expresionistické postupy, davové scény, sugestivní atmosféru a dával důraz na jevištní akci. Zrežíroval zde například Shakespearovu hru Romeo a Julie, Pirandellovu hru Šest postav hledá autora, Vrchlického a Fibichovy Námluvy Pelopovy, Machiavelliho Mandragoru. Nejvýznamnějšími inscenacemi však bylo první nastudování hry Jaroslava Durycha Svatý Václav a první české nastudování Judity Christiana Friedricha Hebbela, které vyvolalo kontroverzní ohlas u veřejnosti i u kritiky. V této době do souboru přišli herci Eva Adamcová, Marta Divíšková, Vlasta Minaříková, Vladimír Štross, Jaroslav Partyk, František Vnouček, Karel Šott a František Salzer.
František Salzer
Roku 1926 převzal vedení souboru činohry po Karlovi Černém herec František Salzer. Ten stejně jako Černý pokračoval ve směřování k expresionismu, obohatil ho však o divadelní avantgardu. Pro repertoár vybíral hry klasických i moderních dramatiků, například Klabundův Křídový kruh, Cankarovo Pokušení v dolině svatofloriánské, Chlupaté opice Eugena O’Neilla a Žebráckou operu Bertolta Brechta a Kurta Weilla. Do souboru se vrátil jako herec i režisér Otomar Korbelář, dále pak Jarmila Korbelářová, Jožka Květenská, Marie Svobodová, Emil Bolek, Josef Karel, Josef Kozák, Věkoslav Krejzlík, Zdeněk Podlipný, Bedřich Vilský a Jaroslav Průcha či Oldřich Svoboda jako herci i režiséři. Režíroval zde také Jan Bor Aristofanovu Lysistratu a Shakespearovo Zkrocení zlé ženy.
Oldřich Stibor
V sezóně 1930/1931 prošlo divadlo mnohými změnami. Měnil se ředitel divadla, odešlo několik herců a přicházeli noví herci i režiséři, kteří setrvali pouze jeden rok. Mezi významné patřil především Emil František Burian, který ale režíroval pouze inscenaci Bar Chic Gézy Herczega a Karla Farkase v Radio Baru, tedy v místě, kde se dnes v Olomouci nachází Divadlo hudby.
V roce 1931 se stal uměleckým šéfem činohry Oldřich Stibor, který zde zůstal až do roku 1940. Od roku 1933 režíroval i opery. Byl ovlivněn ruskou avantgardou a chtěl ji sloučit s vizí ideově účinného divadla. Spolupracoval se šéfem výpravy Josefem Gabrielem, který v divadle působil od roku 1931 až do roku 1941. Mezi Stiborovy významné inscenace patří jeho první olomoucký počin Bobří kožich Gerharta Hauptmanna, Kvadratura kruhu Valentina Petroviče Katajeva, Malajský šíp Marcela Pagnolova, Procitnutí jara Franka Wedekinda, Alžběta Anglická Ferdinanda Brucknera, Opory společnosti a Divoká kachna Henrika Ibsena, Sofoklův Král Oidipus, Hoře z rozumu Alexandra Sergejeviče Gribojedova, Mnoho povyku pro nic Williama Shakespeara a Dáma s kaméliemi Alexandera Dumase mladšího.
V roce 1931 také vznikla nová olomoucká divadelní scéna, a to Komorní divadlo, ve kterém se konaly večery poezie, ale také se zde hrály inscenace jako třeba Smuteční hostina Viktora Dyka, Samum Augusta Strindberga a Florentská tragédie Oscara Wilda. Jeho poslední premiérou byl Jan Výrava Františka Antonína Šuberta se uskutečnila v době, kdy Stibora zatklo gestapo. V hereckém souboru z dřívějších let zůstali Josef Toman, Vlasta Minaříková, František a Jarmila Kurandovi, Josef Karel. Nově příchozími do souboru byli Vlasta Kleinová, František Brož, Jaroslav Raušer, Věkoslav Krejzlík, Julie Charvátová, Milada Matysová, Arna Pekárková, Vladimír Bartůšek, Jarmila a Zdeňka Švabíkovy, Nataša Gollová, Marie Vášová, Hana Becková, Štěpán Zemánek, Jaroslav Zrotal, Věra Srchová ad.
Vladimír Kolátor
V sezóně 1940/1941 byl šéfrežisérem Vladimír Kolátor. Na režii se podíleli také Josef Benátský, Oskar Linhart, Jan Zajíc a Karel Svoboda. Z důvodu okupace a zhoršujících se podmínek zapříčiněných úředními omezeními převládala na scéně domácí a zahraniční klasika a historické hry, uváděn byl především Henrik Ibsen a němečtí klasici. Konkrétně byly uvedeny Líbánky na Hané Josefa Vaci, Věčný poutník Jaroslava Kurfürsta, Labyrint světa a ráj srdce Jana Amose Komenského a Kytice z pověstí národních Karla Jaromíra Erbena.
Julius Lébl, Rudolf Kulhánek
V roce 1943 nastoupil na post ředitele divadla Julius Lébl, který se věnoval i režii činoherních inscenací spolu s tehdejším režisérem v angažmá Rudolfem Kulhánkem, který zde působil až do roku 1950. Oldřich Šimáček se stal šéfem výpravy, a to pro olomouckou scénografii znamenalo další významnou etapu. V poválečném období byla snaha v repertoáru odrazit soudobý společenský stav a inscenovat novou zahraniční dramatiku. Byly uvedeny inscenace jako například Ruští lidé Konstantina Michajloviče Simonova, Noc hněvu Armanda Salacroua, Oblak a valčík Ferdinanda Peroutky, Macbeth Williama Shakespeara, Aristofanův Mír, Molièrův Tartuffe, Sofoklův Král Oidipus, Ze života hmyzu bratří Čapků a Kulička Guye de Maupassanta. Koncem války a po ní nastoupili do hereckého souboru noví členové. Byli to Marta Kaisrová, Eva Karelová, Marta Kučírková, Zora Rozsypalová, Jarmila Šmídová, Vlasta Chramostová, Libuše Pospíšilová, Štěpán Bulejko, Karel Novák, Rudolf Beneš, Alois Ostr, Jaroslav Moučka, Miloš Preininger, Oldřich Velen aj.
Po únoru 1948 se v repertoáru začaly objevovat hry s budovatelskou tematikou a sovětské hry, které režíroval Vasilij Vasilijev. Byli to například Měšťáci Maxima Gorkého nebo Ženitba Nikolaje Vasiljeviče Gogola. Tyto hry měly veliký ohlas u veřejnosti, zvláště díky hereckým výkonům stálých i nově příchozích herců, a to Vlasty Fialové a Františka Řeháka. V této době kromě Julia Lébla a Rudolfa Kulhánka režírovali také Vladislav Kilián, Libor Pleva, a později také Jiří Škobis.
Jaromír Pleskot
Mezi léty 1951 a 1953 v divadle jako nový umělecký šéf působil Jaromír Pleskot, který, i přes své poměrně krátké působení, spolu s dramaturgem Emilem Radokem dovedl olomouckou činohru k výraznému vzestupu kvality. Pleskotovy inscenace obsahovaly tragiku, silné vášně a rozpoutávaly veselí a hravost. Na repertoáru byly především klasické hry, například Strakonický dudák Josefa Kajetána Tyla, Molièrova Jeho urozenost pan měšťák a Don Juan, Othello, Romeo a Julie a Zkrocení zlé ženy Williama Shakespeara, Talenty a ctitelé Alexandra Nikolajeviče Ostrovského a Lišák Pedro Miguela de Cervantese. U sovětských her, např. ve Vasse Železnovové Maxima Gorkého, se Jaromír Pleskot soustředil na mezilidské vztahy. K hercům, kteří zůstali z doby, kdy bylo divadlo pod Stiborovým vedením, se přidali noví členové souboru. A to Věra Bublíková, Slávka Budínová, Božena Franková, Alena Kreuzmannová, Věra Motyčková, Marie Spurná, Bohuslav Čáp, Bohdan Denke, Zdeněk Dřevojánek, Rudolf Hurich, Zdeněk Ornest a Ilja Racek. Během Pleskotovy působnosti několik členů hereckého souboru odešlo, Josef Toman zemřel, ale soubor byl postupně doplněn o nové tváře; Františka Šece, Radúze Chmelíka, Sonju Sázavskou, krátce Jarmilu Zítkovou, Františka Peterku a Marii Rovenskou.
Karel Jernek
Po Pleskotově odchodu vedení činohry převzal operní režisér Karel Jernek. Režíroval hlavně klasické kusy jako Radúz a Mahulena Julia Zeyera, Dona Carlose Friedricha Schillera, Ideálního manžela Oscara Wilda a Višňový sad Antona Pavloviče Čechova. Mimo Jerneka v té době režírovali i Mojmír Drvota a Miroslav Janeček. Jernek na postu šéfa činohry zůstal až do roku 1955.
Po Jernekově odchodu nebyl až do roku 1956 žádný stálý umělecký šéf. Prostřídalo se zde ale několik jiných režisérů, například Miroslav Janeček, Radovan Kalina a Radúz Chmelík. Režírovali hry Strašidla Henrika Ibsena, Josef a jeho bratři Nazima Hikmeta, Veselé paničky windsorské Williama Shakespeara a Alchymistu Bena Jonsona.
Karel Novák
V roce 1956 nastoupil jako nový šéf činohry Karel Novák, a ukončil tak přechodné a nejednotné období v divadle. Spolupracoval s dramaturgem Vojtěchem Kabeláčem a spolu zde zůstali až do roku 1960. Novák se soustředil na současný svět a společnost. Jeho inscenace obsahovaly dynamiku, rytmus, kontrast s citlivostí pro expresivitu i uměřenost, a to u obecenstva vytvářelo živý ohlas. Uvedl Pekelníka George Bernarda Shawa, Jezero Ukereve Vladislava Vančury, Hru o lásce a smrti Romaina Rollanda, Hamleta a Kupce benátského Williama Shakespeara a Dobrého člověka ze Sečuanu Bertolta Brechta. Příležitostně zde působili i jiní režiséři. Ďábla v Bostonu Liona Feuchtwangera a Sofoklovu Antigonu režíroval Miroslav Janeček, Obchodníka s deštěm Nathaniela Richarda Nashe režíroval Radúz Chmelík, Příliš štědrý večer Vratislava Blažka režíroval Bohdan Denke a Les Alexandra Nikolajeviče Ostrovského zase Jiří Svoboda. Díky kvalitě tehdejších inscenací dostal Karel Novák nabídku z Divadla E. F. Buriana, kterou přijal a Olomouc opustil.
Jiří Svoboda
Roku 1960 se stal šéfem činohry již nějakou dobu v divadle působící Jiří Svoboda, který spolu s dramaturgy Jiřím Flíčkem mezi lety 1960 a 1964, a Karlem Krausem od roku 1961 do roku 1964. V roce 1964 na post dramaturga nastoupila Zdenka Charvátová a na sezónu 1968/1969 Marek Stašek. Šéfem výpravy se stal v roce 1960 na 25 let Jiří Procházka. Soubor Karla Nováka se bohužel rozešel do jiných divadel v Ostravě a Praze, a tak v něm zůstali pouze Marie Preislerová, František Brož, Kamil Marek a František Řehák. Bylo tedy nutné nabrat nové členy. Těmi byli Olga Doležalová, Radoslav Brzobohatý, Bohumil Pastorek a Milan Vágner, kteří zůstali jen krátkou dobu. V 60. letech přibyli Jiřina Barášová, Miluše Hradská, Věra Kološová, Michaela Kubisová, Hana Lančíková, Eva Lecchiová, Miroslava Malecká, Milada Procházková, Dana Richterová, Libuše Štědrá, Václav Babka, Václav Brtna, Josef Hajdučík, Čestmír Gebouský, Miroslav Kahoun, Jiří Kroc, Rudolf Máhrla, Vladimír Matějček, Svatopluk Matyáš, Jan Matýsek, Petr Pelzer, Bořík Procházka, Miroslav Rataj, Milan Riehs, Radan Rusev, Jaroslav Švehlík, Alois Švehlík, Lubor Tokoš, Oldřich Vlček a Zdeněk Vrablík. Kvůli tomuto častému střídání herců a obsazení inscenací byla na představeních znát herecká nevyrovnanost a nejednotnost, což negativně postihlo kvalitu divadla. Uvedeny byly československé premiéry dvou zásadních her, a to Majitelé klíčů Milana Kundery a Konec masopustu Josefa Topola. Hru Josefa Topola, která vyvolala mnoho pozitivních ohlasů, režíroval Jiří Svoboda společně s Otomarem Krejčou. Na repertoáru byla řada zahraničních dosud nehraných autorů, např. Sestup Orfeův Tennesseeho Williamse, Mrtvé královny Henryho de Monterlanta nebo Zmije Alexeje Nikolajeviče Tolstého.
Jiří Svoboda se ve svých hrách snažil o odkrytí hlubšího smyslu hry a zobrazit její nadčasovost a aktuálnost. To bylo patrné například v inscenacích Drahomíra Josefa Kajetána Tyla, Podivíni Maxima Gorkého, Ze života hmyzu bratří Čapků a Fyzikové Friedricha Dürrenmatta. Karel Pokorný, který se snažil dát důraz na komediálnost, v této době zinscenoval například R. U. R. Karla Čapka nebo Revizora Nikolaje Vasiljeviče Gogola. Režisér Karel Brynda zde zrežíroval Kočku na kolejích Josefa Topola a Maškarádu Michaila Jurjeviče Lermontova. Hostovali zde i režiséři Miloš Horanský, Radim Koval, Jaromír Pleskot, Josef Melč, Zdeněk Štěpánek ad. Na srpen 1968 činohra reagovala uvedením pásma poezie českých básníků pod názvem Nač myslím a aktuálním pojetím Fuente Ovejuny Lopeho de Vegy.
Jiří Fréhar
V roce 1971 byl Jiří Svoboda kvůli čistkám na počátku normalizace sesazen z funkce a na jeho místo byl v roce 1972 dosazen již nějakou dobu v divadle působící Jiří Fréhar. Na místo dramaturga se dostal Radoslav Lošťák, který zde působil mezi lety 1969 a 1978. Od roku 1970 hojně režíroval také Karel Nováček, který později nastoupil na místo uměleckého šéfa činohry a který dával důraz na psychologicky propracované postavy. Dále režíroval Jiří Vrba, Karel Kříž a Aloiz Nowak. Inscenace vzniklé v této době tíhly k avantgardě, ruské klasice a současné sovětské dramatice a byly plné hravosti a básnivosti. Vznikaly inscenace jako Měšťáci Maxima Gorkého, Molièrův Jiří Dudek, Starší syn Alexandra Vampilovova, Vždycky se usmívám Jakova Segela a Farma Davida Storeye, ve kterých se angažoval hlavně Jiří Fehlár, a Podzimní zahrady Lillian Hellmanové, Měsíce na vsi Ivana Sergejeviče Turgeněva a Dobrý či zlý? Denise Diderota, které režíroval Karel Nováček v době, kdy ještě nebyl uměleckým ředitelem. Stále fungovala také Komorní scéna v dnešním Divadle hudby. Inscenovány zde například byly Františkem Řehákem Bílé noci Fjodora Michailoviče Dostojevského, Karlem Nováčkem Ariadna na Naxu Jiřího Antonína Bendy, Jiřím Vrbou Lásky hra osudná bratří Čapků nebo Pavlem Soukupem jeho autorské dílo Tři na slunci.
Jan Novák, Karel Nováček
V roce 1976 odešel Jiří Fréhar z postu uměleckého ředitele a jeho místo zaujal mezi lety 1977 a 1980 Jan Novák a po něm Karel Nováček, který zde působil do roku 1983. Po odchodu Radoslava Lošťáka se na jeho místě vystřídalo mnoho dramaturgů. Byli to Michal Lázňovský, Jan Vedral a Jan Sulovský. V hereckém souboru v této době působili Jiřina Barášová, Miluše Hradská, Ivana Koktová, Michaela Kubisová, Hana Lančíková, Miroslava Malecká, Milada Procházková, Dana Richterová, Václav Babka, Josef Bartoň, Václav Brtna, Miroslav Kahoun, Jiří Kroc, Karel Novák, František Řehák a Zdeněk Vrablík. Později je doplnili také Hana Franková, Zuzana Geislerová, Irena Chaloupková, Vítězslav Kryške, Zdeněk Rumpík, Pavel Soukup, Rudolf Stärz, Ivo Kubečka, Ivana Dufková-Plíhalová, Naděžda Chroboková, Vladimír Mrva, Josef Novák, Zdeněk Palusga, Ludmila Mecerodová, Radmila Merlíčková, Jana Riháková, Jana Válková-Janěková, Václav Bahník, Vladimír Čech, Zdeněk Dolanský, Pavel Hekela, Miroslav Hruška, Radko Choc, Tomáš Jirman, Miroslav Kolář, Josef Šebek a Jan Zvoník.
Režisér Jan Novák se dobře orientoval v tragikomičnosti a grotesknosti a často využíval metafor. Režíroval mimo jiné Dva na konci, jeden na oslu Oldřicha Daňka, Jegora Bulyčova Maxima Gorkého, Idiota Fjodora Michailoviče Dostojevského, Cestu Karla IV. do Francie a zpět Jiřího Šotoly a O myších a lidech Johna Steinbecka. Režie Karla Nováčka zase vynikaly v psychologicky propracovaných postavách a konfliktech. Nastudoval Touhy pod jilmy a Annu Christie Eugena O’Neilla, Večer tříkrálový a Hamleta Williama Shakespeara, Kavkazský křídový kruh Bertolta Brechta a Naše furianty Ladislava Stroupežnického. Olomoucká činohra však v této době ničím nevynikala.
Jiřina Barášová
I počátkem 80. let byla činohra tradiční. Hrály se čeští, ruští a světoví klasikové, současné české hry a oddechové komedie. V roce 1983 se stala uměleckou šéfkou činohry herečka Jiřina Barášová, která zde setrvala až do roku 1989. V sezóně 1984/1985 začal hojně režírovat tehdy čerstvý absolvent DAMU Jan Burian, který po dlouhé době pozvedl úroveň inscenací. Jeho cílem bylo propojit psychologii postav, jejich stylizaci a metaforické gesto. Jeho počinem byla například Matka Karla Čapka, kterou zbavil tezovitosti a zdůraznil v ní symboliku a emotivnost vztahů. Hravost a divadelnost zase zdůraznil v Poprasku na laguně Carla Goldoniho a Fantastické ševcové Federica Garcíi Lorcy. S režijním stylem Jana Buriana si rozuměla především mladá generace nově příchozích herců, kterými byli Vladimír Čech, Zdeněk Palusga, Eva Režnarová, Božena Bělohradová-Palusgová, Josef Novák-Wajda a Radmila Merlíčková. Také scénografie v této době vynikala. Podíleli se na ní Karel Glogr, Jan Dušek, Albert Pražák a Alexandr Babraj. Režijně ovšem vynikly inscenace hostujících režisérů, a to Vévodkyně valdštejnských vojsk Oldřicha Daňka v režii Michaela Taranta a Svatba Krečinského Alexandra Vasiljeviče Suchovo-Kobylina v režii Jakuba Korčáka. Přestože u kritické veřejnosti tehdejší inscenace vyvolávaly pozitivní ohlasy, věrní diváci zvyklí na klasické hry s tradičními formami herectví a scénografie začali ubývat. A kvůli strachu z větší ztráty byl Jan Burian nucen odejít. Přidalo se k němu i několik jiných zaměstnanců z řad herců i výtvarníků. Až na Příběhy z Dekameronu Aleše Fuchse se repertoár ustálil v konzervativním stylu.
Vladimír Puhač
Listopad 1989 znamenal velké změny i pro divadlo v Olomouci. Herci vyhlásili stávku, pořádali různé akce a mítinky. Změnilo se vedení činohry i celého divadla. Kvůli ekonomickým problémům bylo divadlo nuceno zavřít budovu Nového divadla v Hodolanech. Ve vedení činohry se na chvíli objevil dramaturg Vladimír Puhač, který byl v roce 1990 vystřídán Bedřichem Jansou. V roce 1991 přešlo divadlo pod správu Úřadu Města Olomouce a v lednu 1992 změnilo název na Moravské divadlo.
Na repertoáru se začaly objevovat dříve režimem zakázaní autoři, například došlo k obnovení hry z roku 1971 Hodinový hoteliér Pavla Landovského, kde diváci seděli buď tradičně v hledišti ve velkém sále, nebo netradičně na jevišti a byla tak zdůrazněna vážnost a intimita hry. Dalšími dříve zakázanými inscenacemi byly například hry August, August, august! Pavla Kohouta, Černí baroni Miloslava Švandrlíka a Hlučná samota Bohumila Hrabala. Brzo se však přešlo opět ke konzervativnějším titulům, které měly za úkol především pobavit obecenstvo a nebyly nijak režijně aktualizované. Šlo například o inscenace Amadeus Petera Schaffera či Dovolená s rizikem Davea Freemana. Největší kritiku sklidila Legenda o Františkovi a Kláře Vítězslava Gardavského. Snažila se o velkolepost, což podpořilo scénické pojetí. Podle kritiky však postrádala vnitřní myšlenkové propojení To také podráždilo studentskou část publika, což vyústilo v divadelní skandál propíraný v médiích. Několik her režírovaných tehdejším studentem pražské DAMU Václavem Klemensem však přece jenom vybočovalo z nastoleného směřování. Byly to Jakub a jeho pán Milana Kundery či Zkrocení zlé ženy Williama Shakespeara. Kritická veřejnost dokonce doufala v celkový vzestup kvality olomouckého divadla, který však nenastal. Jako hostující režiséři se kromě Václava Klemense představili Daniel Weisner, František Čech, Josef Janík a Roman Meluzín.
Ivan Balaďa
V roce 1993 se šéfem činohry stal experimenty a studiovou činností známý Ivan Balaďa. Dramaturgyní se stala Eva Janěková. Ivan Balaďa se z počátku snažil aplikovat témata klasických her na tehdejší dobu, jako například v případě Marné lásky snahy Williama Shakespeara. Později se hrály i hry, které odrážely dobovou atmosféru. Například Don Juan a Faust Christiana Dietricha Grabba, Trójanky Jean-Paula Sartra a Molièrův Misantrop. Pozitivní ohlas zaznamenala inscenace Majorova famílie podle předlohy Dámy a husaři Aleksandera Fredra v režii Matěje T. Růžičky. Podle kritiky vykračovala tato inscenace ze stereotypu a nutila diváka hru buď přijmout nebo odmítnout a prokazovala také herecké kvality souboru. V době, kdy byl šéfem činohry Ivan Balaďa, se činohra snažila vystoupit z dřívějšího stereotypu a přilákat náročnější publikum. Ivan Balaďa se ujal tehdejších studentů divadelní vědy Davida Drábka a Darka Krále, kteří spolu se svými spolužáky v Moravském divadle inscenovali svou autorskou hru Hořící žirafy. Drábek spolu s Králem založili svou vlastní studiovou scénu nazvanou Studio Hořící žirafy, která byla součástí Moravského divadla. Do hereckého souboru se v této době dostali konzervatoristé, amatérští herci a elévové. Byli to například Pavel Liška a Gustav Řezníček. Studentské ani kritické publikum však stále nebylo s tvorbou Moravského divadla spokojeno.
Karel Nováček
Sezóna 1995/1996 začínala bez uměleckého šéfa činohry, dramaturga a později divadlu odešel i ředitel divadla. Nouzově byl na místo šéfa činohry dosazen již dříve na této pozici působící Karel Nováček, který se pokusil divadlo stabilizovat. Repertoár se vrátil k osvědčeným titulům jako Škola pomluv Richarda Brinsleyho Sheridana a Miláček Ornifle Jeana Anouilha. V roce 1996 se konala premiéra inscenace Vstupte! Neila Simona, která především svou citlivostí vybočovala z jinak monotónního repertoáru. Do hlavních rolí byli obsazeni Rudolf Máhrla a Karel Novák, který byl za tuto roli nominován na Cenu Thálie.
V sezóně 1996/1997 nastoupil jako dramaturg David Drábek, který prosazoval komedie, například Sen noci svatojánské Williama Shakespeara. Karel Novák i ostatní hostující režiséři jako Lída Engelová, Josef Janík a Pavel Pecháček prosazovali především inscenace komičtějšího rázu. Jejich cílem bylo opět nalákat ztracené publikum. Aby přilákali obecenstvo různých generací, inscenovali hry se silným příběhem a výraznou hudební a výtvarnou stránkou. K vidění tak byla Kráska a zvíře Františka Hrubína, Radúz a Mahulena Julia Zeyera nebo Král se baví Victora Huga. Ani v této době ale nebylo vedení divadla jednotné ve svém stylu, a tak kvalitně neprosperovalo.
Peter Gábor
V sezóně 1998/1999 přišel jako nový umělecký šéf činohry Peter Gábor a dramaturgyní se stala Věra Mašková. Jejich hlavními tématy byla mravní zodpovědnost a mezilidská komunikace. V repertoáru se objevili Dva kavalíři z Verony Williama Shakespeara, Katynka z Heilbronnu Heinricha von Kleista, Divá Bára Boženy Němcové a Bláznivá ze Chaillot Jeana Giraudouxe. Pravidelně začínal režírovat Michael Tarant, dále Zbigniew Zasadny, Matúš Oľha, Petr Palouš a Janusz Klimsza. Herecký soubor byl sestaven z Karla Nováka, Rudolfa Máhrly, Miroslava Hrušky, Ivany Plíhalové, Naděždy Chrobokové, Pavla Juřici, Mikuláše Pánka, Adriana Jastrabana, Dušana Urbana, Filipa Čapky, Evellyn Pacolákové, Nikoly Syslové a Vladimíry Včelné.
Roman Vencl

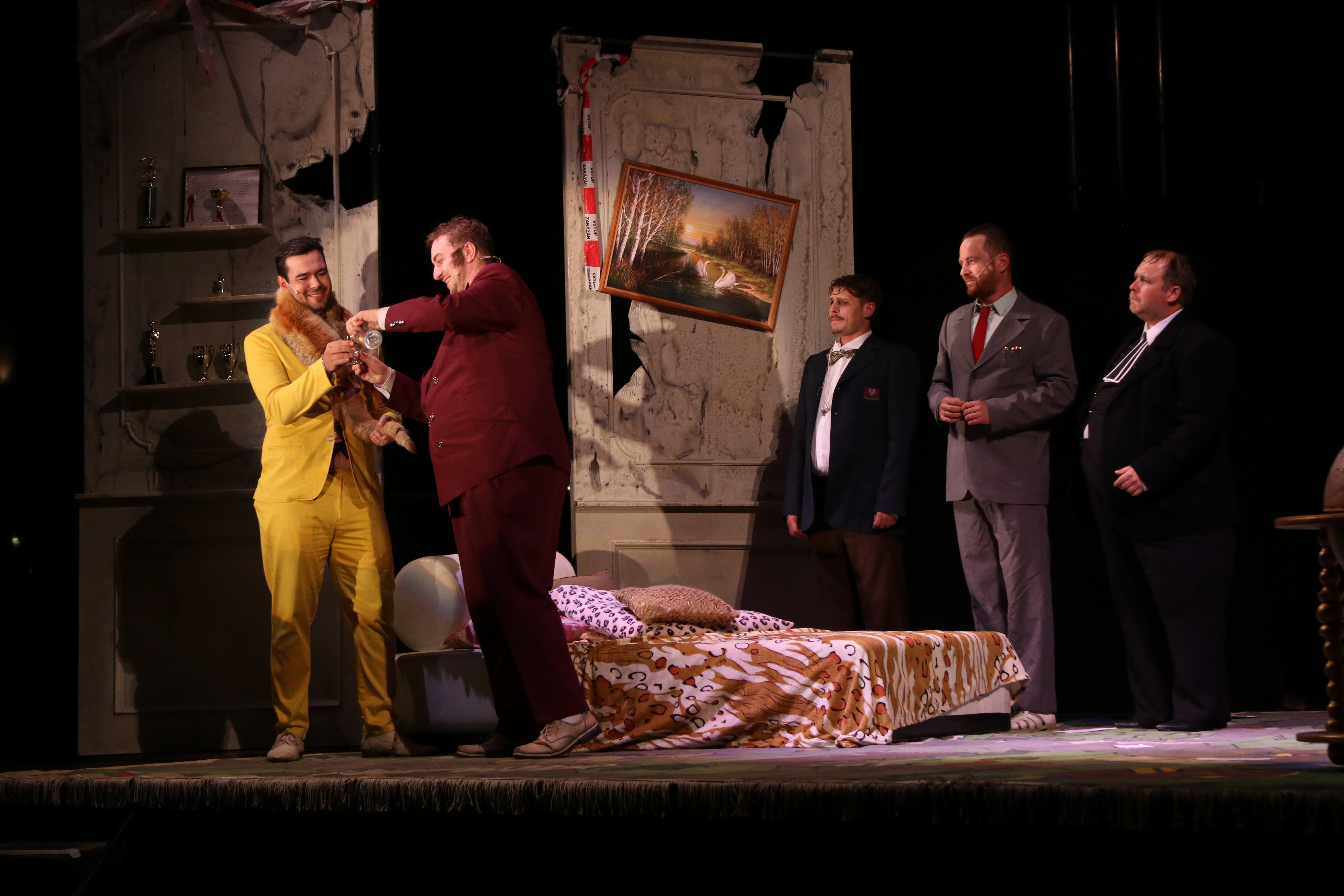
Představení Revizor v podání Moravského divadla při zahájení Dnů evropského dědictví v Olomouci

Od sezóny 2016/2017 je šéfem činohry herec a režisér Roman Vencl a dramaturgyní Michaela Doležalová. Herecký soubor sestává z Václava Bahníka, Lukáše Červenky, Vlasty Hartlové, Naděždy Chrobokové-Tomicové, Daniely Klevetové, Lenky Kočišové, Jaroslava Krejčího, Tomáše Krejčího, Venduly Novákové, Marka Pešla, Ivany Plíhalové, Jany Posníkové, Natálie Tichánkové, Kristíny Herz, Jana Ťoupalíka, Romany a Zdeňka Julinových, Petra Vaňka a Vladimíry Včelné. Na repertoáru je aktuálně například francouzská bulvární komedie Georgese Feydeaua Brouk v hlavě; Liška B. v režii Miroslava Krobota, Natěrač od Donalda Churchilla, Sherlock Holmes: Vraždy vousatých žen od Davida Drábka, Přelet nad kukaččím hnízdem, Splašené nůžky Paula Pörtnera a stálice repertoáru jako jsou Sluha dvou pánů či Královny. V sezoně 2024/2025 se olomoucká činohra zaměří na ryze českou dramatiku, a to jak klasickou, tak současnou.

### Opera
Soubor opery tvořilo v 19. století dvacet a více osob. Do repertoáru byly zařazovány skladby Donizzetiho, Belliniho, Mozarta nebo Meyrbeera. Vedle průměrných zpěváků vynikaly významné operní osobnosti např. Paulina Lucca, Dmitrij Kabalevskij či Maria Jeritza. V roce 1883 byl angažován hudební skladatel Gustav Mahler. V roce 1835 byla v Olomouci uvedena opera Prodaná nevěsta. Významnou úlohu historie vzniku opery v českém Městském divadle Olomouc měl Žerotínský pěvecký spolek. První operní sezónu zahájil ředitel a dirigent Jaroslav Stuka-Wilkonski Smetanovou Libuší, 1. září 1920. Dále byla uvedena Prodaná nevěsta, Hubička, Piková dáma, Dalibor, Madam Butterfly, Carmen a Psohlavci. Soubor byl z důvodu finanční náročnosti na jaře roku 1921 rozpuštěn.
Následující sezóna začala v srpnu 1921 Fibichovou Šárkou. Uváděly se opery Bedřicha Smetany (Prodaná nevěsta, Dalibor, Dvě vdovy), Antonína Dvořáka (Tvrdé palice) a dále díla světových skladatelů, například Jacquese Offenbacha (Hoffmannovy povídky), Giuseppe Verdiho (Aida), Richarda Wagner (Tannhäuser), které sklidily velký úspěch. Ve třetí sezóně (1923-1924) převládala díla Bedřicha Smetany- byly představeny všechny jeho dokončené opery. V následující sezóně (1925/1926) vynikla Dvořákova opera Dimitrij v hlavní roli s Otou Masákem a Růžový kavalír v titulní roli s Lídou Maškovou. Dne 10. října 1926 olomoucká opera hostovala ve Vídni s Prodanou nevěstou, Hubičkou a Daliborem od Bedřicha Smetany, Jakobínem, Rusalkou, Čertem a Káčou od Antonína Dvořáka a Její pastorkyňou od Leoše Janáčka. Dále byla uvedena opera Fidelio ke stému výročí úmrtí Ludwiga van Beethovena- pod vedením Karla Nedbala. Pátou sezónu zahájil nový šéf ostravské opery Emanuel Bastl Smetanovou Prodanou nevěstou a Janáčkovou Její pastorkyňou.
V sezóně 1928/1929 došlo k nastudování nových českých i zahraničních oper. Lucerně skladatele Vítězslava Nováka dominoval v roli mlynáře Josef Křikava. Rovněž byly uvedeny italské opery například Turandot (Giacomo Puccin)), Traviata (Giuseppe Verdi), Francesca da Rimini (Riccardo Zandonai). K výročí polského povstání uvedla olomoucká opera 28. 11. 1931 dílo Halka (Stanislaw Moniuszko).
Před začátkem sezóny 1932/1933- nastoupil nový šéf olomoucké opery - Adolf Heller. Za působení Adolfa Hellera (1932–1939) se uskutečnilo třicet olomouckých premiér vysílaných Československým rozhlasem. Adolf Heller zavedl také nedělní symfonické koncerty. Po sedmi letech byl šéf opery nucen během německé okupace uprchnout do Ameriky. Následně se novým ředitelem opery stal Karel Nedbal, kterého po válce vystřídal Iša Krejčí. Ten do repertoáru zařadil mimo stěžejní česká díla i novinky – Tarasova rodina (Dmitrij Kabalevskij), Rohovín Čtverrohý (Zbyněk Vostřák). Janáčkova díla následně uvedl Zdeněk Košler. Po odchodu Zdeňka Košlera zastal funkci šéfa (1962–1963) Pavel Pokorný, jehož vedení charakterizovala práce se zkušenými sólisty. Vytvořil například inscenace Marnotratný syn (Miloš Sokola), Obraz Doriana Graye (Rovert Hanell) atd. Sezónu  1972/1973 vedl Miloš Konvalinka, který uváděl díla současných autorů, například Frašku o kádi (Evžen Zámečník). Vzápětí byl vystřídán Reginaldem Keferem, jehož inscenace Mozarta, Janáčka a Verdiho sklidily velký úspěch. Vedení souboru dále převzal Martin Dubovic, který uváděl namísto soudobé tvorby, české a světové tituly. Následující léta byl soubor pod správou Václava Málka, u diváků sklidily úspěch Dvě vdovy (Bedřich Smetana) a Ludmily Machytkové. Od roku 2010 do roku 2022 vedl soubor dirigent Miloslav Oswald, pod jehož vedením vznikla díla jako například Kouzelná flétna, Na tý louce zelený, Řecké pašije nebo česká premiéra opery Viktora Ullmanna Pád Antikrista.
Od sezony 2022/2023 vede soubor umělecká šéfka a režisérka Veronika Kos Loulová, která do Olomouce zve zajímavé tvůrce a snaží se akcentovat aktuální společenská témata. Pod jejím vedením soubor opery a operety uvedl Rusalku v režii CABANŮ, maďarskou symbolistní operu Bély Bártóka a Bély Balázse Modrovousův hrad s podtitulem Tance z Galanty / Sbory pro mužské hlasy v režii Daniely Špinar, Mozartovu operu Titus, kterou Kos Loulová režírovala v tandemu s Jiřím Havelkou; operu Ad Matrem s hudbou Henryka Góreckého, jíž inscenovali Petr Erbes a Boris Jedinák. Veronika Kos Loulová se ujala též režie oper Sedlák kavalír / Komedianti. V dubnu 2024 soubor uvedl slavný broadwayský muzikál Sugar v režii Marka Davida.

### Opereta
K rozmachu olomoucké operety došlo po druhé světové válce, kdy byla uvedena Polská krev Oskara Nedbala. Vedení operety se ujal Vladimír Nechyba, který uvedl první sovětskou operetu Svatba v Malinovce. Ředitelem sezóny 1947/1948 se stal František Paul, který se mimo jiné snažil vyhovět politickým požadavkům. Paul působil jako šéf olomoucké operety do konce sezóny 1953/1954. Představil operetu Divotvorný hrnec, Netopýr nebo Cikánský baron od Johanna Strausse ml.
Významnou osobností třicetiletého působení v olomoucké operetě se stal Stanislav Regal. Spolupracoval například se spisovatelem Václavem Renčem, který se ujal dramaturgické práce, či dirigentem Karlem Moorem. Byl pečlivý při vybírání sólistů do svých muzikálů, obsazoval pěvecké hvězdy jako například Vlastu Francovou, Janu Bézovou, Jitku Krupovou, Adolfa Cáska, atd. Na deset let se následně stal vedoucím olomoucké operety Vladimír Rampula. V Olomouci uvedl například My Fair Lady (1982) v režii Stanislava Regala, Když je v Římě neděle (1984) hostujícího režiséra Martina Dubovice a mnoho dalších. Politicky angažovaný herec a scenárista Pavel Dostál se vedení souboru ujal roku 1990. Vzápětí byl vystřídán Vratislavem Spilkou, kterého ještě ve stejné sezóně nahradil Martin Dubovic. Uvedení inscenace …a nakonec přijde pán z pojišťovny Lloid vyvolalo protest studentů. Operetní soubor uvedl několik dalších inscenací Čardášová princezna, Netopýr, Noc v Benátkách, Vídeňská krev, Tisíc a jedna noc, atd. Václav Málek, který byl šéfem opery a operety od 1999, představil dětský muzikál Tuze pyšná princezna, lidovou hru se zpěvy Podskalák nebo klasiku Kiss me, Kate.
Soubor opery a operety vedl v letech 2010–2022 Miloslav Oswald. Od sezony 2022/2023 soubor vede Veronika Kos Loulová.

### Balet
| Baletní mistři a šéfové baletu |
| ------------------------------ |
| Neurčen (1920–1921)            |
| Václav Fabián (1921–1924)      |
| Vladimír Nechyba (1924–1929)   |
| Ella Fuchsová (1929–1931)      |
| Bohumil Relský (1931–1934)     |
| Josef Judl (1933–1938)         |
| Vladimír Smetana (1936–1939)   |
| Jaroslav Häusler (1939–1941)   |
| Slavibor Jindřich (1941–1943)  |
| Marie Zavadilová (1944–1945)   |
| Bohumil Relský (1945–1949)     |
| Josef Sokol (1949–1952)        |
| Ladislav Hunka (1952–1955)     |
| Stanislav Regal (1955–1956)    |
| Miloslav Lipinský (1956–1957)  |
| Rudolf Macharovský (1956–1959) |
| Josef Škoda (1959–1977)        |
| Karel Jurčík (1977–1985)       |
| Emil Smetana (1985–1987)       |
| Petr Veleta (1988–1990)        |
| Kateřina Pelzerová (1991–1993) |
| Jiří Sekanina (1993–2009)      |
| Robert Balogh (2010–2018)      |
| Michal Štípa (2019–dosud)      |

Václav Fabián, Vladimír Nechyba, Ella Fuchsová, Josef Judl, Vladimír Smetana, Jaroslav Häusler, Slavibor Jindřich, Marie Zavadilová
Soubor baletu byl od jeho počátku, tedy od roku 1920, až do roku 1945 součástí souboru opery a operety. První čistě baletní inscenací byla v roce 1921 Královna loutek Josefa Bayera v režii Vladimíra Nechyby. Další byla v roce 1927 Legenda o Josefovi Richarda Strausse v režii Maxe Semmlera a v roce 1931 byla inscenována Nikotina Vítězslava Nováka v režii Elly Fuchsové, která využila choreografie Iva Váňy Psoty. Až do roku 1945 se v čele baletu vystřídali Václav Fabián, Bohumil (Loris) Relský, Josef Judl, Vladimír Smetana, Jaroslav Häusler, Slavibor Jindřich a Marie Zavadilová. Baletními sólisty a sólistkami byli Anna Nechybová, Olga Janatová, Marie Chocová, Zdena Malá, Viktor Jassik a Otto Strejček.
Bohumil Loris Relský
I po válce patřil baletní soubor pod operu a operetu. Nové inscenace vznikaly nepravidelně, hrálo se na dvou místech, a to v hlavní budově divadla a v Hodolanech. Od roku 1945 do roku 1949 byl baletním mistrem opět Bohumil Loris Relský, který inscenoval Šeherezádu Nikolaje Andrejeviče Rimskij-Korsakova a Labutí jezero Petra Iljiče Čajkovského. Stella Mertová v této době nastudovala Skřínku hraček Clauda Debussyho. Jako sólisté vystupovali Marie Chocová, Helena Sobková, Boris Slovák, Ludmila Roháčová, ad.
Josef Sokol
Mezi lety 1949 a 1952 byl šéfem baletu Josef Sokol, který vytvořil repertoár zaměřený na české tituly, například uvedl Pohádku o Honzovi Oskara Nedbala, Filosofskou historii Zbyňka Vostřáka a Nikotinu Vítězslava Nováka.
Ladislav Hunka, Stanislav Regal, Miloslav Lipinský
Od roku 1952 do roku 1955 převzal vedení baletu Ladislav Hunka, který nastudoval Sůl nad zlato Jana Hanuše. V letech 1955 do 1956 Ladislava Hunku vystřídal Stanislav Regal. Mezi lety 1954 a 1956 v divadle jako choreograf působil Miloslav Lipinský, který uvedl Krále Lávru Jaroslava Doubravy, Spící krasavici Petra Iljiče Čajkovského a Les petit riens Wolfganga Amadea Mozarta. Jako sólisté vystupovali Jan Choura, Věra Chourová, Eduard Gabaj, Eva Beranová-Gabajová a Ladislav Tajovský. Inscenace neměly vysokou kvalitu z důvodu často se střídajících a ne moc zdatných tanečníků.
Rudolf Macharovský
Během tří let svého působení (1956-1959) dal další šéf baletu Rudolf Macharovský souboru pevný řád. Na repertoár uvedl Gajany Arama Chačaturjana, Giselle Adolpha Charlese Adama a Petrušku Igora Fjodoroviče Stravinského.
Josef Škoda
Od roku 1960 až do roku 1977 byl uměleckým šéfem baletu Josef Škoda, který balet sjednotil, stabilizoval a dovedl ho na profesionální úroveň. Každou sezónu uvedl dva baletní tituly. Uvedl Labutí jezero Petra Iljiče Čajkovského, Romea a Julii a Popelku Sergeje Prokofjeva, Milou sedmi loupežníků Miloše Vacka, Hanácké tance Václava Koláře nebo Pierota Zdeňka Pololáníka. Sólisty byli Jiřina Šlezingrová, Eva Jahodová, Jiří Bibrlík, Emil Smetana, Jiří Sekanina a Kateřina Pelzerová.
Karel Jurčík
V roce 1977 přišel jako ředitel baletu Karel Jurčík, který zde setrval do roku 1985. Uvedl například Podivuhodného mandarína Bély Bartóka a Carmen Georgese Bizeta a Rodiona Ščedrina.
Emil Smetana
Mezi lety 1985 a 1987 baletní soubor vedl Emil Smetana a choreografem se stal Robert Balogh, který měl temperamentní ráz a inovativní postupy. Vybíral nová téma, využíval postmoderních výtvarných koláží a vytvářel netradiční scény. Robert Balogh společně s Emilem Smetanou uvedli inscenace Ptáka ohniváka Igora Fjodoroviče Stravinského nebo Tiina skladatelky Lydie Austerové a choreografa Ülo Vilimaa.
Petr Veleta
Roku 1987 nastoupil do vedení baletu Petr Veleta, a zůstal zde do roku 1990. Jeho inscenace byly zaměřeny na hudbu, která byla především vážná a nebyla v nich znatelná výrazná dějová linka. Režíroval Z pohádky do pohádky Oskara Nedbala, Hudbu k ohňostroji Georga Friedricha Händela, Radúze a Mahulenu Josefa Suka a Svatební košili Jana Nováka.
Kateřina Pelzerová
V sezóně 1990/1991 balet vedl Viktor Maclev a od další sezóny až do roku 1993 Kateřina Pelzerová. Marná opatrnost Louise Josefa Ferdinanda Hérolda a Johna Lunchberyho v choreografii Jiřího Kyseláka, která vznikla za působení Kateřiny Pelzerové, byla v roce 1992 oceněna jako nejlepší celovečerní balet na Inscenační baletní přehlídce. V této době také do divadla přišli tanečníci a choreografové z bývalého SSSR, kteří zvýšili kvalitu inscenací a olomouckého baletu celkově.
Jiří Sekanina
V roce 1993 se šéfem baletu stal Jiří Sekanina. Mimo něj tehdy hojně režírovali také Jiří Kyselák, Marta Drottnerová a Jiří Blažek. Na repertoáru byla Giselle Adolpha Charlese Adama, Don Juan Václava Kašlíka, Pták ohnivák a Svěcení jara Igora Fjodoroviče Stravinskéhoo a Sněhurka a sedm trpaslíků Igora Ostapenka. V baletním souboru byli Valerij Globa, Monika Globa, Michal Jurisa, Vadim Cepelev, Igor Ostapenko, Ivo Jambor, Elena Iliina, Renáta Mrózková ad. Několik z nich bylo dokonce v širších nominacích na Cenu Thálie. Renáta Mrózková dostala v roce 2009 cenu Philip Morris Ballet Flower Award „Poupě baletu“. Jiří Sekanina jako umělecký šéf baletu působil až do roku 2009.
Robert Balogh
2010 zaujal jeho místo Robert Balogh, který do olomouckého baletu přivedl mnoho vynikajících tanečníků z celého světa. V tanečním souboru účinkovali Yui Kyotani, Ivo Jambor, Rachel Hickey, Irina Laptěva, Emily-Joy Smith, Paul Oliver, Guido Sarno, Risa Maruyama, Sylva Pospíšilová, Michaela Tsepeleva Horká, Lukáš Cenek, Hodaka Maruyama, Stefano Sacco, Seamus Wilkinson, Katarina Gajic, Emanuela Giglio, Petra Glacová, Kateřina Iranová, Chloe Jones, Barbora Lahučká, Hana Madecká, Ludmila Novotná, Dita Otevřelová, Francesca Raule, Caroline Rees, Daisy Wales, Antonín Blahuta, Andrea Canalicchio, Benjamin Cook, Craig McFarlane, Johannes Nolden, Alejandro Polo, Michal Priessnitz a Dmitrij Savakov. Na repertoáru byly například Giselle Adolpha Charlese Adama, Bajadéra a Don Quijote Ludwiga Minkuse, The Beatles Celebration Roberta Balogha, Broučci Jana Karafiáta, Labutí jezero Petra Iljiče Čajkovského.
Michal Štípa
V letech 2019–2021 vedl soubor Michal Štípa a uvedl zde třeba svou choreografii Louskáček – kouzelný příběh od Petra Iljiče Čajkovského nebo Sólo pro tři v režii a choreografii Petra Zusky. Za roli „On" obdržel v roce 2022 sólista Sergio Méndez Romero Cenu Thálie.
Jan Fousek
Na začátku roku 2022 nastoupil na post uměleckého šéfa baletu Jan Fousek, který zde uvádí klasické dějové balety a také současný tanec. Mezi klasické tituly v aktuálním repertoáru se řadí Obraz Doriana Graye s choreografií Paula Chalmera či Ivan Hrozný s hudbou Sergeje Prokofjeva v režii a choreografii Libora Vaculíka. K současné tvorbě přispěly tituly Bolero & Carmen dvou renomovaných italských choreografů Riccarda De Nigrise (Bolero) a Giorgia Madii (Carmen). Zatím posledním počinem bylo taneční drama Želary, které ve světové premiéře nastudovala v současném pohybovém slovníku choreografka Hana Litterová a hudbu zkomponovala přímo pro olomoucký divadelní orchestr Zuzana Lapčíková. V sezoně 2023/2024 budou mít premiéru ještě současné taneční choreografie WHITEFlag day Roberty Ferrary a Inventing Freedom Štěpána Pechara, který Moravské divadlo Olomouc uvede v koprodukci s Muzeem umění Olomouc na scéně CENTRAL pod názvem Freedom in Motion.

## Ateliér MDO
Ateliér MDO vznikl v sezoně 2021/2022 z iniciativy herečky Jany Posníkové. Od ledna 2023 převzala jeho vedení Petra Slezáčková, která společně s lektory a lektorkami tvoří rozmanitý program Ateliéru pro děti i dospělé a představuje divadlo a divadelní profese široké veřejnosti.
Jedná se o vzdělávací platformu při Moravském divadle Olomouc, která se snaží přiblížit divadlo všem generacím prostřednictvím atraktivních workshopů, dramaturgických úvodů, besed, otevřených zkoušek, programů pro děti a studenty a dalšími aktivitami.
V sezoně 2023/2024 Ateliér MDO představil novou dramatickou dílnu či jarní lidovou dílnu pro děti, realizoval Divadelní kurz první pomoci a sérii interaktivních besed Poznej divadelní profesi (garderoba, vlásenkárna, technické složky apod.). Dále pořádá intenzivní kurzy zaměřené třeba na herectví, režii, zpěv, rétoriku, dabing, improvizaci, step nebo balet. Kromě dramaturgických úvodů a besed dělá také otevřené zkoušky, baletní dílny a workshopy na různá témata. Ateliér připravil i speciální divadelní zápisník určený žákům a studentům. V červnu 2023 uvedl Ateliér první audiowalk Moravského divadla s názvem Po stopách divadla, který je dostupný v aplikaci TourStories.

## Studia při Moravském divadle Olomouc
Moravské divadlo se věnuje také přípravě mladých talentů na budoucí uměleckou kariéru. V roce 2003 bylo choreografem a režisérem Robertem Baloghem a Jitkou Weiermüllerovou založeno Baletní studio při Moravském divadle Olomouc, jehož členové se podílejí na mnoha inscenacích baletního souboru a reprezentují studio na soutěžích v Česku i v zahraničí. Následně v roce 2010 bylo režisérem a operním pěvcem Václavem Málkem založeno Hudebně-dramatické studi při MDO, které má na svém repertoáru kromě klasických činoherních titulů i řadu úspěšných hudebně-dramatických autorských děl.